# Stizocera boyi
Stizocera boyi là một loài bọ cánh cứng trong họ Cerambycidae.